# F. G. "Teddy" Oke Trophy
F. G. "Teddy" Oke Trophy  je každoročně udělovaná trofej v severoamerické hokejové lize AHL týmu, který vyhrál Severovýchodní divizi. Tato trofej byla udělována už ve 3 ligách a je jednou z nejstarších trofejí v ledním hokeji.

## Držitelé
| F. G. "Teddy" Oke Trophy |                                |                                     |
| Sezóna                   | Tým                            | Divize                              |
| 2024/25                  |                                | Severovýchodní divize               |
| 2023/24                  | Cleveland Monsters             | Severovýchodní divize               |
| 2022/23                  | Toronto Marlies                | Severovýchodní divize               |
| 2021/22                  | Utica Comets                   | Severovýchodní divize               |
| 2020/21                  | Hershey Bears                  | Severovýchodní divize               |
| 2019/20                  | Belleville Senators            | Severovýchodní divize               |
| 2018/19                  | Syracuse Crunch                | Severovýchodní divize               |
| 2017/18                  | Toronto Marlies                | Severovýchodní divize               |
| 2016/17                  | Syracuse Crunch                | Severovýchodní divize               |
| 2015/16                  | Toronto Marlies                | Severovýchodní divize               |
| 2014/15                  | Hartford Wolf Pack             | Severovýchodní divize               |
| 2013/14                  | Springfield Falcons            | Severovýchodní divize               |
| 2012/13                  | Springfield Falcons            | Severovýchodní divize               |
| 2011/12                  | Bridgeport Sound Tigers        | Severovýchodní divize               |
| 2010/11                  | Wilkes-Barre/Scranton Penguins | Východní divize                     |
| 2009/10                  | Hershey Bears                  | Východní divize                     |
| 2008/09                  | Hershey Bears                  | Východní divize                     |
| 2007/08                  | Wilkes-Barre/Scranton Penguins | Východní divize                     |
| 2006/07                  | Hershey Bears                  | Východní divize                     |
| 2005/06                  | Wilkes-Barre/Scranton Penguins | Východní divize                     |
| 2004/05                  | Binghamton Senators            | Východní divize                     |
| 2003/04                  | Philadelphia Phantoms          | Východní divize                     |
| 2002/03                  | Binghamton Senators            | Východní divize                     |
| 2001/02                  | Bridgeport Sound Tigers        | Východní divize                     |
| 2000/01                  | Worcester IceCats              | Divize Nové Anglie                  |
| 1999/00                  | Hartford Wolf Pack             | Divize Nové Anglie                  |
| 1998/99                  | Providence Bruins              | Divize Nové Anglie                  |
| 1997/98                  | Springfield Falcons            | Divize Nové Anglie                  |
| 1996/97                  | Worcester IceCats              | Divize Nové Anglie                  |
| 1995/96                  | Springfield Falcons            | Severní divize                      |
| 1994/95                  | Albany River Rats              | Severní divize                      |
| 1993/94                  | Adirondack Red Wings           | Severní divize                      |
| 1992/93                  | Providence Bruins              | Severní divize                      |
| 1991/92                  | Springfield Indians            | Severní divize                      |
| 1990/91                  | Springfield Indians            | Severní divize                      |
| 1989/90                  | Sherbrooke Canadiens           | Severní divize                      |
| 1988/89                  | Sherbrooke Canadiens           | Severní divize                      |
| 1987/88                  | Maine Mariners                 | Severní divize                      |
| 1986/87                  | Sherbrooke Canadiens           | Severní divize                      |
| 1985/86                  | Adirondack Red Wings           | Severní divize                      |
| 1984/85                  | Maine Mariners                 | Severní divize                      |
| 1983/84                  | Fredericton Express            | Severní divize                      |
| 1982/83                  | Fredericton Express            | Severní divize                      |
| 1981/82                  | New Brunswick Hawks            | Severní divize                      |
| 1980/81                  | Maine Mariners                 | Severní divize                      |
| 1979/80                  | New Brunswick Hawks            | Severní divize                      |
| 1978/79                  | Maine Mariners                 | Severní divize                      |
| 1977/78                  | Maine Mariners                 | Severní divize                      |
| 1976/77                  | Nova Scotia Voyageurs          | American Hockey League              |
| 1975/76                  | Nova Scotia Voyageurs          | Severní divize                      |
| 1974/75                  | Providence Reds                | Severní divize                      |
| 1973/74                  | Rochester Americans            | Severní divize                      |
| 1972/73                  | Nova Scotia Voyageurs          | Východní divize                     |
| 1971/72                  | Boston Braves                  | Východní divize                     |
| 1970/71                  | Providence Reds                | Východní divize                     |
| 1969/70                  | Montréal Voyageurs             | Východní divize                     |
| 1968/69                  | Hershey Bears                  | Východní divize                     |
| 1967/68                  | Hershey Bears                  | Východní divize                     |
| 1966/67                  | Hershey Bears                  | Východní divize                     |
| 1965/66                  | Québec Aces                    | Východní divize                     |
| 1964/65                  | Quebec Aces                    | Východní divize                     |
| 1963/64                  | Quebec Aces                    | Východní divize                     |
| 1962/63                  | Providence Reds                | Východní divize                     |
| 1961/62                  | Springfield Indians            | Východní divize                     |
| 1960/61                  | Springfield Indians            | American Hockey League              |
| 1959/60                  | Springfield Indians            | American Hockey League              |
| 1958/59                  | Buffalo Bisons                 | American Hockey League              |
| 1957/58                  | Hershey Bears                  | American Hockey League              |
| 1956/57                  | Providence Reds                | American Hockey League              |
| 1955/56                  | Providence Reds                | American Hockey League              |
| 1954/55                  | Pittsburgh Hornets             | American Hockey League              |
| 1953/54                  | Buffalo Bisons                 | American Hockey League              |
| 1952/53                  | Cleveland Barons               | American Hockey League              |
| 1951/52                  | Pittsburgh Hornets             | Západní divize                      |
| 1950/51                  | Cleveland Barons               | Západní divize                      |
| 1949/50                  | Cleveland Barons               | Západní divize                      |
| 1948/49                  | St. Louis Flyers               | Západní divize                      |
| 1947/48                  | Cleveland Barons               | Západní divize                      |
| 1946/47                  | Cleveland Barons               | Západní divize                      |
| 1945/46                  | Indianapolis Capitals          | Západní divize                      |
| 1944/45                  | Cleveland Barons               | Západní divize                      |
| 1943/44                  | Cleveland Barons               | Západní divize                      |
| 1942/43                  | Buffalo Bisons                 | Západní divize                      |
| 1941/42                  | Indianapolis Capitals          | Západní divize                      |
| 1940/41                  | Cleveland Barons               | Západní divize                      |
| 1939/40                  | Indianapolis Capitals          | Západní divize                      |
| 1938/39                  | Hershey Bears                  | Západní divize                      |
| 1937/38                  | Cleveland Barons               | Západní divize                      |
| 1936/37                  | Syracuse Stars                 | Západní divize                      |
| 1935/36                  | Detroit Olympics               | International Hockey League         |
| 1934/35                  | Detroit Olympics               | International Hockey League         |
| 1933/34                  | London Tecumsehs               | International Hockey League         |
| 1932/33                  | Buffalo Bisons                 | International Hockey League         |
| 1931/32                  | Buffalo Bisons                 | International Hockey League         |
| 1930/31                  | Windsor Bulldogs               | International Hockey League         |
| 1929/30                  | Cleveland Indians              | International Hockey League         |
| 1928/29                  | Windsor Bulldogs               | Canadian Professional Hockey League |
| 1927/28                  | Stratford Nationals            | Canadian Professional Hockey League |
| 1926/27                  | London Panthers                | Canadian Professional Hockey League |